# Chionaema atrigutta
Chionaema atrigutta là một loài bướm đêm thuộc phân họ Arctiinae, họ Erebidae.